# Nisəqələ
Nisəqələ è un comune dell'Azerbaigian situato nel distretto di Yardımlı. Conta una popolazione di 901 abitanti.